# Junior Seau
Tiaina Baul „Junior“ Seau Jr. ([ˈseɪ.aʊ]; 19. Januar 1969 in San Diego, Kalifornien – 2. Mai 2012 in Oceanside, Kalifornien) war ein US-amerikanischer American-Football-Spieler auf der Position des Linebackers. Er spielte College Football für die University of Southern California und wurde im NFL Draft 1990 von den San Diego Chargers ausgewählt. Mit den Chargers erreichte er den Super Bowl XXIX. Nach dreizehn Jahren bei den Chargers spielte Seau mehrere Jahre für die Miami Dolphins und die New England Patriots, mit denen er im Super Bowl XLII stand. Von 1991 bis 2002 wurde Seau in jedem Jahr für den Pro Bowl nominiert. 2015 wurde er posthum in die Pro Football Hall of Fame aufgenommen.

## Karriere

### College
1988 und 1989 spielte Seau Football am College. Er besuchte die University of Southern California und spielte für die USC Trojans. In der Saison 1989 verzeichnete er 19 Sacks und 27 Tackles für Raumverlust, was ihm eine Nominierung als All-American einbrachte.

### NFL
Seau wurde im NFL Draft 1990 als fünfter Spieler von den San Diego Chargers ausgewählt. Bereits in seiner ersten Saison lief er in 15 von 16 Spielen als Starter auf. In der Saison 1992 konnte Seau über 100 Tackles, 4,5 Sacks und zwei Interceptions verbuchen und wurde von der Newspaper Enterprise Association (NEA) und United Press International (UPI) als NFL Defensive Player of the Year ausgezeichnet.
1994 stand er mit den Chargers im AFC Championship Game gegen die Pittsburgh Steelers. In diesem Spiel gelangen ihm trotz einem eingeklemmten Nerv im Nacken 16 Tackles, womit er wesentlich dazu beitrug, dass die Chargers zum ersten Mal in den Super Bowl einzogen. Im Super Bowl XXIX verlor San Diego gegen die San Francisco 49ers.
2000 wurde Seau in das National Football League 1990s All-Decade Team gewählt. In allen Spielzeiten in San Diego von 1991 bis 2002 wurde Seau in den Pro Bowl gewählt. Insgesamt lief er in 200 Spielen für die San Diego Chargers auf, bevor er vor der Saison 2003 zu den Miami Dolphins getradet wurde. Nach drei Spielzeiten in Miami wurde Seau von den Dolphins entlassen. In den zwei Jahren vor seiner Entlassung verpasste er 17 Spiele verletzungsbedingt.
Danach verkündete Seau sein Karriereende, unterzeichnete jedoch vier Tage darauf einen Ein-Jahres-Vertrag bei den New England Patriots. Mit den Patriots gewann er in der Saison 2007 alle Partien der Regular Season. Im Super Bowl XLII unterlagen die Patriots den New York Giants. Sein letztes Spiel für die Patriots bestritt er bei der Play-off-Niederlage gegen die Baltimore Ravens am 10. Januar 2010, danach beendete er seine Karriere.

## Privat
1989 bekam Seau mit seiner Freundin von der Highschool, Melissa Waldrop, sein erstes Kind. 13 Monate nach der Geburt seines Sohns trennte sich das Paar. 1992 heiratete Seau Gina Deboer, mit der er drei Kinder hatte. Er gründete die Junior Seau Stiftung zur Förderung unterprivilegierter Kinder und eröffnete ein eigenes Restaurant. 2002 ließ sich seine Frau von ihm scheiden. Später wurde Seau alkoholabhängig. Am 18. Oktober 2010 stürzte Seau nach einem Streit mit seiner Freundin mit dem Auto von einer Klippe. Er gab an, am Steuer eingeschlafen zu sein, im Nachhinein wird vermutet, dass es sich um einen Suizidversuch handelte.

## Tod
Am Morgen des 2. Mai 2012 wurde Seau von seiner Freundin tot in seiner Wohnung in Oceanside aufgefunden. Die Ermittlungen ergaben, dass Seau Suizid begangen hatte. Mehrere Freunde berichteten, dass er unter Schlaflosigkeit gelitten hatte und daher regelmäßig das verschreibungspflichtige Arzneimittel Zolpidem einnahm.
Untersuchungen nach seinem Tod durch die National Institutes of Health ergaben, dass Seau an chronisch-traumatischer Enzephalopathie (CTE) litt, die durch zahlreiche Gehirnverletzungen hervorgerufen wurde und bereits bei vielen anderen Ex-NFL-Profis nachgewiesen werden konnte.

## Andenken
Neun Tage nach seinem Tod hielten die Chargers im Qualcomm Stadium vor etwa 20.000 Zuschauern eine öffentliche Andacht zu Ehren von Seau ab, bei der angekündigt wurde, seine Trikotnummer 55 zukünftig nicht mehr zu vergeben. Vor ihrem ersten Heimspiel der Saison 2012 zogen die Chargers Seaus Nummer 55 offiziell zurück und trugen bei der Partie zu seinen Ehren die 55 auf ihren Helmen. 2015 wurde Seau in die Pro Football Hall of Fame aufgenommen. Er ist der erste Spieler polynesischer Abstammung in der Hall of Fame.